# Carl Ivan Danielsson
Carl Ivan Danielsson (ur. 13 sierpnia 1880, zm. 21 lipca 1963) – szwedzki dyplomata, pierwszy szwedzki chargé d'affaires w Ambasadzie Szwecji w Warszawie po odzyskaniu przez Polskę niepodległości.
Pracę w szwedzkiej dyplomacji rozpoczął w 1903 r. W latach 1919–1920 pełnił funkcję chargé d'affaires w Ambasadzie Szwecji w Warszawie. Następnie był posłem szwedzkim w Madrycie i Lizbonie (1921-1924 oraz 1925-1937 w randze ministra), Wiedniu i Budapeszcie (1922-1924) oraz Kairze (1937-1942). W latach 1942–1945 pracował w szwedzkim poselstwie w Budapeszcie, pełniąc funkcję jego szefa od 1944 r. aż do momentu wkroczenia wojsk Armii Czerwonej. Wraz z innymi pracownikami poselstwa, takimi jak Valdemar Langlet, Per Anger, Raoul Wallenberg i Lars Berg, działał na rzecz ratowania żydowskiej społeczności przed prześladowaniami i deportacją do obozów koncentracyjnych, za co otrzymał pośmiertnie w 1982 r. tytuł Sprawiedliwego wśród Narodów Świata.